# Championnat d'Afrique féminin de basket-ball 2013
Navigation
Mali 2011 Cameroun 2015
Le Championnat d'Afrique féminin de basket-ball de la FIBA 2013 est le 21e championnat FIBA Afrique pour les femmes, placé sous l’égide de la FIBA, instance mondiale régissant le basket-ball. 
Le tournoi a été organisé par le Mozambique du 20 au 29 septembre 2013 avec des matchs joués principalement au stade de Pavilhão do Maxaquene de Maputo.
Les deux premières équipes sont qualifiées pour le championnat du monde de basket-ball féminin 2014.

## Qualification
| Groupe A                                                 | Groupe B                                    |
| -------------------------------------------------------- | ------------------------------------------- |
| Algérie Égypte Côte d'Ivoire Mozambique Sénégal Zimbabwe | Angola Cameroun Cap-Vert Kenya Mali Nigeria |

## Compétition

### Premier tour

#### Groupe A
| Groupe A |               |     |   |   |   |     |     |      |
|          | Équipe        | Pts | J | G | P | PP  | PC  | Diff |
| 1        | Mozambique    | 10  | 5 | 5 | 0 | 422 | 217 | +205 |
| 2        | Sénégal       | 9   | 5 | 4 | 1 | 436 | 248 | +188 |
| 3        | Côte d'Ivoire | 8   | 5 | 3 | 2 | 270 | 258 | +12  |
| 4        | Égypte        | 7   | 5 | 2 | 3 | 326 | 394 | -68  |
| 5        | Algérie       | 6   | 5 | 1 | 4 | 239 | 363 | −124 |
| 6        | Zimbabwe      | 5   | 5 | 0 | 5 | 244 | 464 | −220 |

#### Groupe B
| Groupe B |          |     |   |   |   |     |     |      |
|          | Équipe   | Pts | J | G | P | PP  | PC  | Diff |
| 1        | Angola   | 10  | 5 | 5 | 0 | 296 | 246 | +50  |
| 2        | Cameroun | 9   | 5 | 4 | 1 | 234 | 190 | +44  |
| 3        | Mali     | 8   | 5 | 3 | 2 | 344 | 280 | +64  |
| 4        | Nigeria  | 7   | 5 | 2 | 3 | 225 | 242 | -17  |
| 5        | Kenya    | 6   | 5 | 1 | 4 | 233 | 306 | −73  |
| 6        | Cap-Vert | 5   | 5 | 0 | 5 | 270 | 335 | −65  |

## Classement final
Les deux premières équipes sont qualifiées pour le championnat du monde de basket-ball féminin 2014.
| Place                       | Équipes       | V-D |
| --------------------------- | ------------- | --- |
| Médaille d'or, Afrique      | Angola        | 8–0 |
| Médaille d'argent, Afrique  | Mozambique    | 7–1 |
| Médaille de bronze, Afrique | Sénégal       | 6-2 |
| 4                           | Cameroun      | 5-3 |
| 5                           | Mali          | 5-3 |
| 6                           | Nigeria       | 3-5 |
| 7                           | Côte d'Ivoire | 4-4 |
| 8                           | Égypte        | 2–6 |
| 9                           | Cap-Vert      | 2-5 |
| 10                          | Kenya         | 2-5 |
| 11                          | Algérie       | 2-5 |
| 12                          | Zimbabwe      | 0–7 |